# Joseph Kriechbaumer
Joseph Kriechbaumer, född den 21 mars 1819 i Tegernsee, död den 2 maj 1902 i München var en bayersk entomolog som var specialiserad på steklar.
Auktorsnamnet Kriechb. kan användas för Joseph Kriechbaumer i samband med ett vetenskapligt namn inom botaniken; se Wikipediaartiklar som länkar till auktorsnamnet.